# Krešimir Ćosić (elektroničar)
Krešimir Ćosić (Zagreb, 23. listopada 1949.) hrvatski je elektroničar, general i političar.

## Životopis

### Obrazovanje
Diplomirao je, magistrirao i doktorirao na Fakultetu elektrotehnike i računarstva Sveučilišta u Zagrebu.

### Znanstveni i nastavni rad
Redoviti je profesor na zagrebačkom Fakultetu elektrotehnike i računarstva, gdje predaje kolegij Digitalne simulacije u stvarnom vremenu. Bio je 1990. gostujući profesor na Zrakoplovno-svemirskom odsjeku (Aerospace Department) Sveučilišta države Michigan u Ann Arboru. Bio je ravnatelj Instituta za obrambene studije, istraživanje i razvoj. Član je Akademije tehničkih znanosti Hrvatske.

### Ratni put
U početku rata uključio se u obranu zemlje i sudjelovao u operacijama Bljesak Ljeto 94, Zima 94 te Oluji. Stekao je čin general-pukovnika Hrvatske vojske.

### Političko djelovanje
Ćosić je član Hrvatske demokratske zajednice (HDZ), te je bio njezin zastupnik u hrvatskome Saboru, izabran na izborima 2003. i 2007. Od 1996. do 2000. bio je zamjenik ministra obrane. Kao generala umirovio ga je u rujnu 2000. predsjednik Stjepan Mesić jer je bio jedan od dvanaest generala i admirala koji su potpisali otvoreno pismo protiv kriminalizacije Domovinskog rata, a Mesić je to ocijenio nedopustivim uplitanjem vojnika u politiku. Od 2005. do 2012. bio je voditelj saborskog izaslanstva u Parlamentarnoj skupštini Sjevernoatlantskog saveza.

## Djela
Nepotpun popis
- Krešimir Ćosić, Srećko Domljanović, Kriza u jugoistočnoj Europi : (1990.-1999.) : jesmo li išta naučili?, Nacionalna sigurnost i budućnost 1/2001. (elektronička inačica  Arhivirana inačica izvorne stranice od 5. svibnja 2022. (Wayback Machine))
- Krešimir Ćosić, Robert Fabac, Gospodarski rast, tehnološki razvitak i suvremeno obrazovanje, Ekonomski pregled 5-6/2001. (elektronička inačica)
- Krešimir Ćosić, Petar Marendić, Naučite programirati uz C++, Element, Zagreb, 2009. (priručnik)
- Krešimir Ćosić, Između prošlosti i budućnosti, vlastita naklada, Zagreb, 2022. (319 str.), ISBN 9789534983409